# لايدسخيندام
لايدسخيندام (تنطق بالهولندية: [ˈlɛitsə(n)ˌdɑm]) هي مدينة وبلدية سابقة تقع في مقاطعة جنوب هولندا في هولندا. وتشكل مع كل من فوربورخ وستوربفيك جزءًا من بلدية ليدسندام-فوربورخ.

## أعلام
- ماثيو ستونفوردين
- ليروا ريسود هارديجو
- فرني سنويل
- موريس بيترز
- داريل يانمات
- بيرثا بروير